# Gymnasium Am Thie
Das Gymnasium „Am Thie“ (GAT) ist ein Gymnasium in Blankenburg (Harz) im Bundesland Sachsen-Anhalt. Mit einer fast 500-jährigen wechselvollen Geschichte zählt es zu den ältesten Gymnasien im Landkreis Harz. Es ist Mitglied des UNESCO-Schulnetzwerks.

## Motto & Schulfarben
Das Motto der Schule lautet Humanitati et Sapientiae (lateinisch): „der Menschlichkeit und Weisheit“. Unterhalb des Ziergiebels am Schulneubau von 1877 (heutige August-Bebel-Sekundarschule) lässt sich das Motto wiederfinden. Es verweist auf die humanistische Tradition der Einrichtung. Die in den 2000er Jahren eingebaute „Sansibar-Tür“ im Erdgeschoss des heutigen Schulgebäudes (Haus I) trägt das Motto über dem Durchgang.
Die Schulfarben Blau und Gelb entsprechen den Landesfarben des Herzogtums Braunschweig bzw. Freistaates Braunschweig, zu denen Blankenburg bis 1945 gehörte, und verweisen somit auf die traditionelle Verbundenheit Blankenburgs mit seiner ehemaligen Landeshauptstadt.

## Geschichte

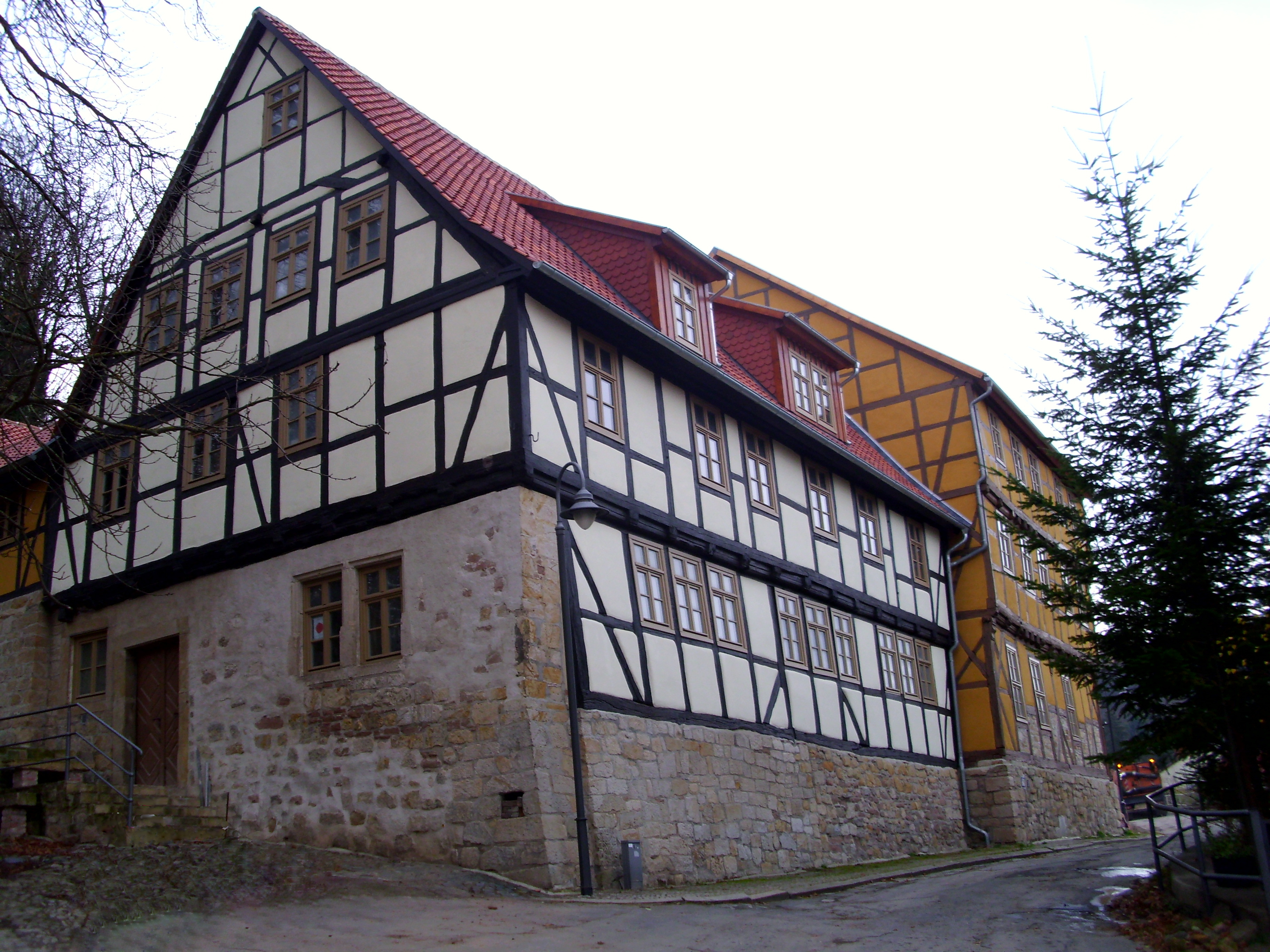
Schulbau des Gymnasiums von 1620 mit dem Anbau von 1677, nach 1877 Armenhaus

### Gräfliche Lateinschule
Im Jahr 1537 wurde die Schule als Gräfliche Lateinschule durch die Brüder Ulrich und Bernhard von Blankenburg-Regenstein gegründet. Als Räumlichkeiten wurden die Bauten nahe der Bartholomäuskirche verwendet, die seit dem 13. Jahrhundert bis zur Auflösung 1532 das Zisterzienserinnenkloster Blankenburg (Harz) oberhalb der Stadt beherbergten. Rektor war der Prior des Klosters Michaelstein.

### Herzogliches Gymnasium
Nach 1620 ersetzte ein Neubau, der durch den Rat der Stadt finanziert wurde, das heruntergekommene Gebäude. Durch den Einsatz des Rektors Barthold Meier erfolgte 1677 ein Anbau und zur Neueinweihung erhielt die Einrichtung den Namen Herzogliches Gymnasium Rudolph-Augusteum nach dem amtierenden Herzog Rudolf August von Braunschweig-Wolfenbüttel.
Unter dem Rektor Johann Heinrich August Schulze kam es am Ende des 18. Jahrhunderts zu einer Schulreform im Sinne der Aufklärung und des Philanthropismus. In diesem Zuge wurde auch eine Bürgerschule (in der heutigen Schulstraße) als zweiklassige Volksschule eingerichtet und eine Industrie-Töchterschule (in der heutigen Harzstraße) auf Anregung von Johann Heinrich Wilhelm Ziegenbein und dessen Ehefrau gegründet. Das alte Schulgebäude diente nun als vierklassige höhere Schulform.

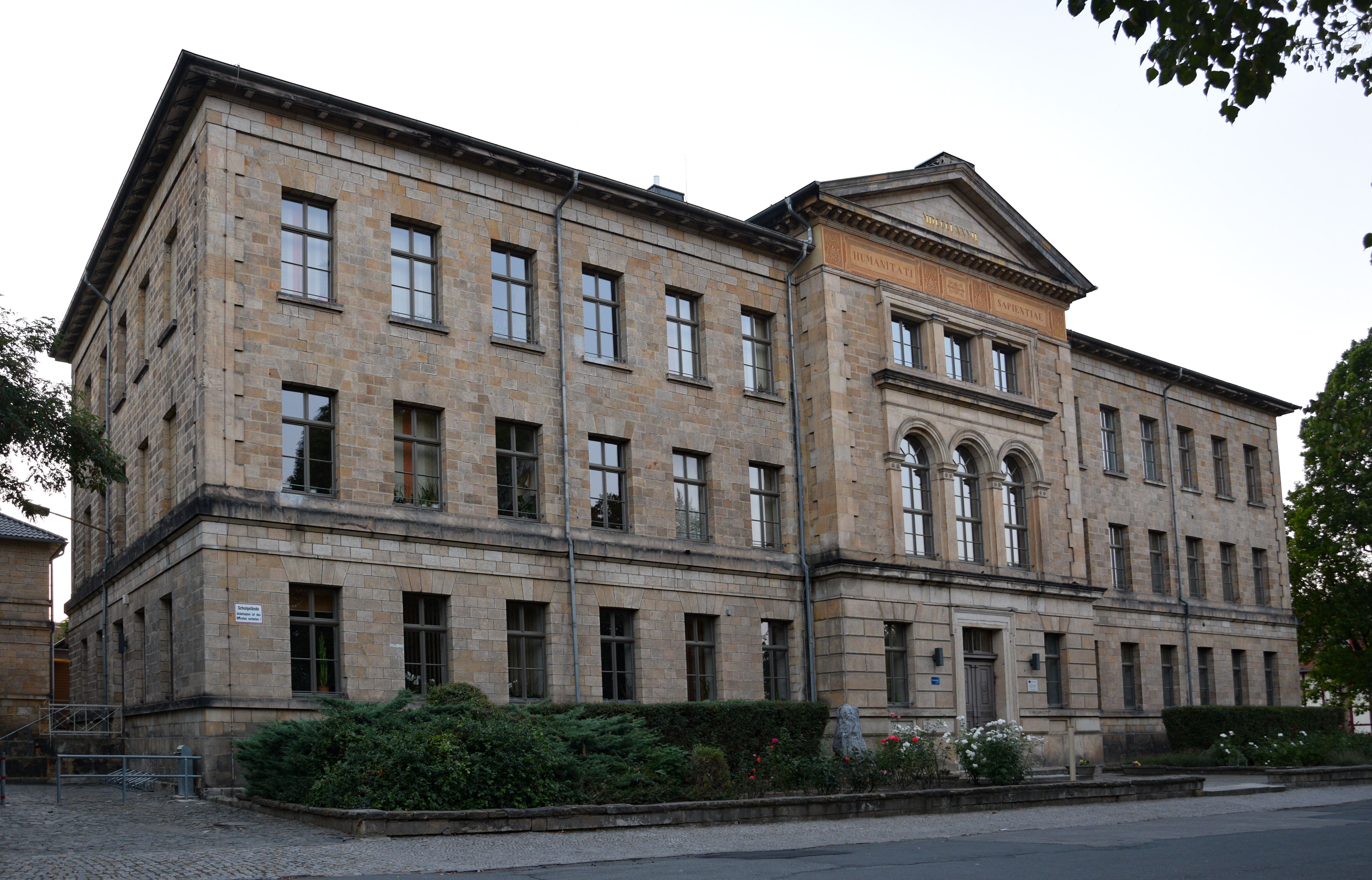
Ehemaliges Gymnasium von 1877, Wegzug des Gymnasiums 2002, heute August-Bebel-Sekundarschule

Im zweiten Viertel des 19. Jahrhunderts wurde das im Studium der Theologie ausgebildete Lehrerkollegium durch Neuanstellungen allmählich verweltlicht, die Schule erhielt so den Charakter eines humanistischen Gymnasiums mit Reifeprüfung im Sinne der Preußischen Bildungsreformen. In den 1870er Jahren wurde die Schule dann als Gymnasium vor den Toren der Stadt nach Plänen des Kreisbaumeisters Carl Frühling neu errichtet und am 23. Oktober 1877 eingeweiht. Dem Neubau mussten die Linden des mittelalterlichen Gerichtsplatzes am Thie weichen. Der bis heute bestehende Name der Einrichtung geht auf diese Lage zurück.

### Wandel im 20. Jahrhundert
Im Jahr 1927 erfolgte eine Umstrukturierung vom humanistischen Gymnasium zum Reformrealgymnasium und damit eine Schwerpunktsetzung auf die modernen Fremdsprachen und Naturwissenschaften, wodurch die alten Sprachen in den Hintergrund rückten. Unter den Nationalsozialisten wurde 1938 aus dem Gymnasium die Deutschen Oberschule für Jungen.
Nach dem Zweiten Weltkrieg entstand eine Einheitsschule mit den Klassen 9 bis 12. Anschließend wurde die Schulform 1963 in die Polytechnische Oberschule (Klassen 1 bis 10) und Erweiterte Oberschule (Klassen 11 und 12) unterteilt. Vorerst fanden beide Schulen im Gebäude von 1877 am oberen Ende des Thies Platz. Ein Umzug in den Neubau Albrechtstraße erfolgte für die EOS „Am Thie“ 1969.
Die Polytechnische Oberschule (POS) verblieb im alten Schulbau und wurde am 16. Dezember 1975 in POS „Wilhelm Pieck“ umbenannt. Anlass für die Namensgebung war der bevorstehende 100. Geburtstag des ehemaligen Staatspräsidenten der DDR, der in Blankenburg als Tischlergeselle in Ausbildung war, woran auch eine Gedenkstätte, das heutige Herbergsmuseum, erinnerte. Mit dem Ende der DDR, dem Beitritt der neuen Länder zur Bundesrepublik Deutschland und der Umgliederung des Schulsystems verschwand der Name.

### Schulgeschichte seit 1990
Im Jahr 1991 wurde die Erweiterte Oberschule zum Gymnasium „Am Thie“ mit den Jahrgangsstufen 5 bis 12 umgewandelt. Zu einem erneuten Platzwechsel kam es 2002. Die August-Bebel-Sekundarschule erhielt das bis dahin vom Gymnasium unterhaltene Gebäude am Thie. Dafür wurde ein 1896 als zweite Bürgerschule errichtetes Gebäude in der Friedensstraße umfassend modernisiert, erweitert und vom Gymnasium bezogen. Die Einrichtung am neuen Standort erhielt im Rahmen dessen den Titel anerkannte UNESCO-Projektschule. Der Bau von 1969 in der Albrechtstraße dient heute als Schulgebäude für die fünfte Klassenstufe. 2008 wurde das Gymnasium „Am Thie“ in das Schulnetzwerk Schule ohne Rassismus – Schule mit Courage aufgenommen.
Zu Beginn des Schuljahres 2020/21 wurde das Europagymnasium Richard von Weizsäcker in Thale als Außenstelle an das Gymnasiums „Am Thie“ Blankenburg (Harz) angegliedert.
Als Besonderheit sind alle drei Neubauten des Gymnasiums der letzten 400 Jahre (1620/77, 1877, 2002) an ihren Standorten bis heute erhalten.

## Bekannte Lehrer und Rektoren
- Barthold Meier (1644–1714), Theologe und Generalsuperintendent, 1674 bis 1684 Rektor des Herzoglichen Gymnasiums
- Heinrich Georg Neuss (1654–1716), Theologe und Kirchenlieddichter, 1684 bis 1690 Rektor des Herzoglichen Gymnasiums
- Johann Tobias Wagner (1689–1733), Pädagoge, Bibliothekar und Schriftsteller, 1722 bis 1725 Rektor des Herzoglichen Gymnasiums
- Johann Heinrich August Schulze (1755–1803), Theologe und Pädagoge, 1790 bis 1802 Rektor des Herzoglichen Gymnasiums
- Gottlieb Heinrich Friedrich Leopold (1765–1842), Theologe und Pädagoge, 1802 bis 1824 Rektor des Herzoglichen Gymnasiums
- Wilhelm Volkmar (1813–1890), Pädagoge, Abgeordneter der Braunschweigischen Landesversammlung, ab 1842 Kollaborator, ab 1853 Oberlehrer, ab 1863 Direktor und ab 1868 Professor
- Hermann Friedrich Müller (1843–1919), Lehrer und Klassischer Philologe, 1885 bis 1914 Direktor des Herzoglichen Gymnasiums
- Karl Bürger (1866–1936), Lehrer und Klassischer Philologe
- Erwin Könnemann (1926–2016), Lehrer, später Professor an der Martin-Luther-Universität Halle-Wittenberg
- Bernd Wolff (* 1939), Lehrer und Schriftsteller
- Christoph Georg Rohrbach (* 1992), Lehrer und Lyriker

## Bekannte Schüler
- Johann Carl Moll (1748–1831), Mathematiker und Präsident des Kriegskollegiums sowie Stadtkommandant der Garnison Braunschweig
- Carl Friedrich Alexander Hartmann (1796–1863), Mineraloge, Hütteningenieur und Schriftsteller
- Carl Schiller (1807–1874), Gründer und erster ehrenamtlicher Leiter des Städtischen Museums Braunschweig
- Wilhelm Wehrenpfennig (1829–1900), Lehrer, preußischer Beamter und als liberaler Politiker von der Gründung 1871 bis 1881 Mitglied des deutschen Reichstages
- Oswald Berkhan (1834–1917), Psychiater und Reformer des Sonderschulwesens
- Albert von Otto (1836–1922), braunschweigischer Staatsminister
- Adolf Ledebur (1837–1906), Metallurge, Namensgeber des Ledeburit
- Gustav Stutzer (1839–1921), evangelischer Theologe und Mitbegründer der Evangelischen Stiftung Neuerkerode
- Carl Frühling (1839–1912), Architekt und Baubeamter, Bauleiter für das Schloss Wernigerode und das Schloss Ilsenburg
- Julius Elster (1854–1920), Physiker
- Hans Friedrich Geitel (1855–1923), Physiker
- Wilhelm Kulemann (1851–1926), Jurist, Reichstagsabgeordneter
- Robert Knopf (* 1862), Theologe und Publizist
- Hermann von Frankenberg (1865–1931), Jurist, Hauptvorsitzender des Harzklubs
- Erich Rosendahl (1866–1952), Heimatforscher und Historiker
- Otto Schulze (1869–1930), Landschaftsarchitekt und Stadtgartendirektor von Stettin
- Rudolf von Hantelmann (1874–1926), deutscher Rittergutsbesitzer und Hofbeamter
- Carl Mühlenpfordt (1878–1944), deutscher Architekt, Baubeamter und Hochschullehrer
- Paul Morawitz (1879–1936), deutscher Internist und Physiologe, Mitbegründer des Blutspendewesens in Deutschland
- Friedrich Karl Dühring (* 1880), deutscher Resident in Adamaua
- Jan Fastenau (1880–1945), Kunsthistoriker in Ostfriesland
- Otto Korfes (1889–1964), baute als ehemaliger Wehrmachtsoffizier die Streitkräfte der DDR auf und war ab 1952 Generalmajor der Kasernierten Volkspolizei
- Arthur von Fumetti (1890–1968), Jurist und Politiker
- Walther von Hollander (1892–1973), Schriftsteller
- Hermann Fürchtegott Reemtsma (1892–1961),  Unternehmer (Reemtsma Cigarettenfabriken), Künstmäzen und Stifter des Ernst-Barlach-Hauses sowie Namensgeber der Hermann Reemtsma Stiftung
- Karl Hoppe (1892–1973), Germanist und Wilhelm-Raabe-Forscher
- Carl Erdmann (1898–1945), Historiker und Mediävist
- Günther Meinhardt (1925–1999), Alltags- und Kulturhistoriker
- Axel Römer (1925–1993), deutscher Jurist und Hochschullehrer für Kriminalistik
- Waltraud Voss (* 1944), Mathematikerin und Wissenschaftshistorikerin
- Roland Berbig (* 1954), Literaturwissenschaftler
- Tatjana Hüfner (* 1983), Rennrodlerin

## Schulpartnerschaften
Die Schule unterhält Schulpartnerschaften mit
- Frankreich: Lycée Jean Hyppolite in Jonzac
- Indien: TELC Kabis Higher Secondary School Paradur bei Chennai
- Polen: 1. Liceum Marii Sklodowskiej-Curie in Ostrzeszów
- Tschechien: Gymnasium Voděradská in Prag